# Orde van Lijden van Christus
De Orde van Lijden van Christus was een historische Engelse én Franse ridderorde. De orde was een gezamenlijk project van de Engelse koning Richard II en zijn schoonvader, de Franse koning Karel VI en moest niet minder dan 100 000 ridders verenigen. Zij zouden een gezamenlijke kruistocht moeten ondernemen. De orde wordt in de literatuur de grootste Orde aller tijden genoemd. Pas in deze tijd komen orden met vergelijkbare aantallen ridders voor.
De orde werd in 1400 gesticht in wat een van de laatste gezonde perioden in het leven van de ongeneeslijk krankzinnige Karel VI zou blijken te zijn. In 1380 had de Engelse koning ook al een orde met deze naam ingesteld maar toen kwam van een kruistocht niets.Het lijkt de bedoeling van de stichters te zijn geweest om àlle Europese ridders mee op kruistocht te nemen.
Van de plannen kwam niets. Richard werd in 1400 vermoord en Karel, die sinds 1392 krankzinnig was, beleefde steeds minder vaak een periode van herstel zoals die waarin hij in staat was deze Orde in te stellen.
Ackermann vermeldt deze ridderorde onder ridderorden in Frankrijk en als orde van Engeland